# Прерванный полёт (песня)
«Прерванный полёт» (также известна по первой строчке как «Кто-то высмотрел плод, что неспел…») — песня Владимира Высоцкого, написанная осенью 1973 года и повествующая о юноше, погибшем, не успев ничего достичь в жизни. Варианты авторских названий — «Не до…», «Баллада о том, кто недожил», «Недолюбил», «Недожил», возможное первоначальное название — «Грустная песня». Песня была написана как часть цикла баллад для кинофильма «Бегство мистера Мак-Кинли», однако в фильм не попала. Среди наиболее известных фонограмм — запись в переводе на французский язык и в аранжировке Константина Казански для лейбла Le Chant du Monde (Франция).
Название «Прерванный полёт» широко распространилось, став, в частности, частью заглавия воспоминаний Марины Влади. Кавер-версии песни неоднократно исполнялись другими певцами после смерти Высоцкого, в том числе в переводах на французский и другие языки.

## История создания
Песня изначально предназначалась для фильма «Бегство мистера Мак-Кинли». Высоцкий рассматривался в этой ленте на роль уличного певца Билла Сиггера, но главным образом его пригласили для написания цикла песен-баллад. С. А. Милькина, жена режиссёра ленты Михаила Швейцера, рассказывала, что Высоцкий прочёл сценарий и сочинил пять из семи песен, в том числе рассматриваемую, чуть более чем за неделю.
Согласно Милькиной, в первоначальном сценарии не было места ни для «грустной песни „Не добежал бегун-беглец“», ни для «Баллады о Кокильоне», и их создание было личной инициативой поэта. Напротив, по словам самого Высоцкого, включение «Кто-то высмотрел плод…» в фильм всё же предполагалось. В 1975 году он рассказывал о создании песни так:
… в фильме «Бегство мистера Мак-Кинли», который скоро выйдет на экраны, меня попросили написать так называемые баллады… И я хочу вам показать одну песню, которая называется «Недолюбил». В фильме в этот момент идёт эпизод, когда герой картины с цветами ждёт свою возлюбленную, и в это время рядом проходит какая-то очередь очень печальных людей. И он попадает в эту очередь, идёт, идёт и продолжает её ждать, глядит на неё с этими цветочками. И вдруг они куда-то спускаются вниз, вниз, и накрыто чёрным бархатом… Такой помост — там лежит убитый, вероятно во время демонстрации или во время чего-то, совершенно молодой человек. И он так около застыл. Он пришёл на свидание с этими цветами. И он кладёт эти цветы и выходит с одной бумажкой из этого помещения подвального, выходит наверх. А в это время звучит песня, вероятно посвящённая вот этому самому парню, который убит.
В окончательную версию фильма не попали ни песня, ни описываемый Высоцким эпизод.

## Содержание и название
Кто-то высмотрел плод, что неспел, неспел, —

Потрусили за ствол — он упал, упал...

Вот вам песня о том, кто не спел, не спел

И что голос имел — не узнал, не узнал.

Может, были с судьбой нелады

И со случаем плохи дела,

А тугая струна на лады

С незаметным изъяном легла.
Песня повествует о человеке, ушедшем из жизни, ничего не успев в ней добиться. Оборванная жизнь сравнивается с неспетой песней, едва начатым спортивным поединком, «недопригублённым» вином. На протяжении песни образ безликого и безымянного главного героя раскрывается с бо́льшими подробностями: это молодой человек, рождённый под знаком Тельца́, поэт, писавший для возлюбленной стихи на снегу и «недолюбивший» её. На протяжении песни автор, рассказывая обо всём, что не успел сделать её герой, неоднократно саркастически вопрошает: «Смешно, не правда ли, смешно?», а в конце задаёт риторический вопрос: «По чьей вине?»

Исследователи творчества Высоцкого скептически относятся к распространившемуся после смерти автора мнению об автобиографичности песни, вместо этого трактуя её образы как собирательные. Так, Д. И. Кастрель пишет: 
Песня написана на заурядную смерть одного из миллионов, из нас. Здесь горе ежедневного ухода тысяч и тысяч проживших жизнь и не заметивших, как прожили. Не выполнивших и доли предначертанного, не узнавших, что они могут. Божественный дар жизни поглощается землей — и следа нету! По чьей вине? Да причем здесь Андропов с Сусловым?
На концерте в 1975 году Высоцкий давал песне название «Недолюбил». Это же название (в английском переводе как Didn’t Love Enough) фигурирует и на изданных в 1987 году на виниле записях Михаила Шемякина. Другие названия: «Не до…», «Баллада о том, кто не дожил», «Не дожил».
Название «Прерванный полёт» (фр. Le vol arrêté) появилось на одноимённой французской пластинке (лейбл Le Chant du Monde) и на канадской пластинке (RCA Victor), изданной в 1977 году. В дальнейшем оно неоднократно использовалось при издании текста песни.

## Исполнение и публикация
По воспоминаниям Милькиной, уже при первом исполнении Высоцкий сказал Михаилу Швейцеру: «Знаете, я всегда страдаю от своей дешёвой музыки… учтите, что я просто потребую, если вам это понравится, чтобы композитор картины превратил это в музыку». На диске-сингле, на котором собраны три баллады, вошедшие в фильм, указывается, что обработку их выполнял Анатолий Кальварский. При этом и Кальварский, и обрабатывавший две из баллад Исаак Шварц отмечали, что за основу брали оригинальные мелодии самого Высоцкого. По словам Швейцера, в Будапеште, где велись натурные съёмки «Бегства мистера Мак-Кинли», был отснят ролик с Высоцким, исполняющим эту песню на улице, в толпе людей, но из-за плохого качества звука плёнка не была сохранена. В то же время сохранилась запись исполнения песни 1973 года Государственным симфоническим оркестром кинематографии под управлением Эмина Хачатуряна.
Первые известные авторские записи песни датируются декабрём 1973 года — в это время Высоцкий исполнил её у Михаила Швейцера вместе с другими балладами, созданными для «Бегства мистера Мак-Кинли», а также на сессии у Константина Мустафиди. Известная студийная запись песни была сделана в парижской студии «Résonances» для лейбла Le Chant du Monde. На записи звучат гитары Высоцкого и аранжировщика Константина Казански. Впервые эта запись была издана в 1981 году, уже после смерти поэта, под названием «Le vol arrêté» (на одноимённом альбоме). Ещё одна известная студийная запись песни была сделана в 1976 году в Монреале для пластинки RCA Vladimir Vissotsky, вышедшей в 1977 году. Высоцкий также записывал эту песню в домашней студии Михаила Шемякина в Париже с Константином Казански, исполнявшим вторую гитарную партию. Эта запись в индексе фонограмм Высоцкого датируется мартом 1975 года, а запись для Le Chant du Monde — июлем 1977 года; в то же время в антологии Высоцкого, подготовленной П. Е. Фокиным для издательства «Амфора», сообщается, что фонограмма с Казански была записана весной 1975 года именно для Le Chant du Monde. Наиболее поздние из датированных концертных записей сделаны осенью-зимой 1977 года в Париже, также в аранжировке Казански.

На парижских концертах Высоцкий исполнял эту песню на французском языке в переводе Максима Ле Форестье. Сам автор был не вполне удовлетворён тем, как перевод передавал смысл песни: 
Он (ле Форестье) это сделал на очень высоком уровне и всё равно, это всё теряет в переводе. На русском языке это песня трагическая, о том, что человека убили, дав ему только попробовать и чуть-чуть начать, а по-французски это получилось... Что-то с ним случилось, заболел, да умер.
Текст песни (с I строкой «Кто-то плод захотел…») был впервые напечатан при жизни поэта в сборнике «Песни русских бардов» парижского издательства «YMCA-Press» («серия 4»; 1978). В 1981 году текст песни был включён в посмертный сборник Высоцкого «Нерв» под названием «Кто-то высмотрел плод…». Песня включалась также в другие ранние сборники, вышедшие в СССР:
- под названием «Кто-то высмотрел плод…» — в издания «Клич» (Красноярск, 1988), «Ни единою буквой не лгу…» (Киев, 1989; в этом случае названием книги стала строка из «Прерванного полёта»);
- под названием «Не до…» — в составленные Н. А. Крымовой книги «Избранное» и «Я, конечно, вернусь…» (обе — Москва, 1988 и 1989);
- и под названием «Прерванный полёт» — в составленные А. Е. Крыловым сборники «Я куплет допою…» и «Поэзия и проза» (оба — Москва, 1988 и 1989).

Фирма звукозаписи «Мелодия», выпустившая в 1988 году двойной альбом «…Хоть немного ещё постою на краю…», содержавший песни Высоцкого в авторском исполнении и его тексты в исполнении актёров театра и кино, включила в первый диск этого издания авторское исполнение песни под названием «Кто-то высмотрел плод, что неспел…». В серии «На концертах Владимира Высоцкого», которую выпускала эта же фирма, песня (под названием «Кто-то высмотрел плод») появилась на 11-й пластинке — «В поисках жанра». Этот альбом, вышедший в 1990 году, содержал фонограммы 1975 года из коллекции Вл. Гракова.

## Литературный анализ
Литературовед Л. Томенчук на примере ряда произведений Высоцкого, включая «Кто-то высмотрел плод…», делает вывод, что лирический герой Высоцкого, пережив кризис взросления, не повзрослел, оставшись «вечным мальчиком», для которого самое главное — «[с]овершить задуманное, завершить начатое». На психологическую двойственность героя, по её мнению, указывают и строки «А звездный знак его Телец || Холодный млечный путь лакал», поскольку «маскулинный, брутальный» Телец занимается младенческим делом — лакает молоко. По словам Томенчук, «герой должен бы вызывать… не только сочувствие, сострадание, но и ироническое отношение к себе: всюду-то он „недо-“…».
Многократно используемую в тексте приставку «недо-» («Недораспробовал вино, || И даже недопригубил») филолог Н. Матюшина называет «оксюморонной» — как «сочетание двух и более префиксов с противоположным значением в одном слове». Исследовательницы Е. А. Хорошева и Е. В. Савина рассматривают повторяющуюся форму «недо-» как образец фигуры умолчания. Литературовед Л. В. Калугина пишет, что «частые антитезы ожидаемого действия и реального недеяния, ожидаемого результата и реальной незавершенности» создают атмосферу разочарования и помогают выстроить «воображаемый квазисюжет романа о данном герое, о том, какой могла бы быть его дальнейшая жизнь». Как сюжетообразующую расценивает «ситуацию „недо“» и Г. А. Шпилевая. По мнению исследовательницы, в тексте сформирован образ человека, все жизненные устремления которого «фатально пресекаются разнообразными „недо“», и их обилие предстаёт, как «поэтическая жалоба на отторженность, непонятость, непринятость, одиночество».
Литературовед Анатолий Кулагин предостерегает против переоценки доли иронии в тексте, так же, как Томенчук призывает не переоценивать его трагичность. Кулагин напоминает, что по замыслу создателей фильма «Бегство мистера Мак-Кинли» песня должна была сопровождать сцену прощания с погибшим. По мнению Кулагина, героя песни можно назвать «анти-Гамлетом», который в вопросе «быть или не быть?» выбрал ответ «не быть». Взгляд на героя «Прерванного полёта» как на антипода Гамлета, который ничего не сделал и который поэтому «нравственно чище тех, кто действует», разделяет Л. Калугина. По мнению этой исследовательницы, в этом отношении герой песни близок к Офелии, с которой у Шекспира связан сюжет о нереализованной любви. Кулагин также отмечает и прямую отсылку к шекспировской пьесе в строках «Собака лаяла, а кот — || Мышей ловил». Хотя в постановке театра на Таганке, где Высоцкий к этому времени играл заглавную роль, в основном использовался перевод Пастернака, известно, что актёр был знаком и с другими переводами, в том числе с достаточно близко передающим оригинал переводом Лозинского. В этом переводе Гамлет, обращаясь к разгневанному Лаэрту, произносит: «Хотя бы Геркулес весь мир разнёс, || А кот мяучит и гуляет пёс» (у Пастернака символом повседневности бытия стало «Как волка ни корми, он смотрит в лес»).

С. С. Шаулов находит в «Прерванном полёте» «перверсию» одного из мотивов «Думы» Лермонтова: 
Так тощий плод, до времени созрелый,
Ни вкуса нашего не радуя, ни глаз,
Висит между цветов, пришлец осиротелый,
И час их красоты — его паденья час!
 Шаулов отмечает в главной теме песни — безвременной гибели певца — и контекстуальную связь с лермонтовской «Смертью поэта». Крылов и Кулагин указывают, что обороты с «недо-» звучали в стихотворении Николая Майорова «Мы», входившем в другой спектакль театра на Таганке «Павшие и живые» («…о людях, что ушли, не долюбив, || не докурив последней папиросы»). А. В. Скобелев усматривает в этих оборотах также перекличку с текстами Маяковского («Я своё, земное, не дожил, || на земле своё не долюбил») и Симонова («Никак не можем помириться с тем, || Что люди умирают не в постели, || Что гибнут вдруг, || не дописав поэм, || Не долечив, не долетев до цели»).

## Наследие
Хотя словосочетание «Прерванный полёт» возникло раньше песни Высоцкого, в том числе как название польского фильма 1964 года, часть исследователей (С. Г. Шулежкова, К. В. Душенко) включают его в число крылатых выражений, вошедших в обиход благодаря Высоцкому. Эта позиция обосновывается ролью певца в популяризации выражения. Книга воспоминаний Марины Влади о Владимире Высоцком вышла в свет на французском, а затем на русском языке под названием «Владимир, или Прерванный полёт». Название «Прерванный полёт» получил двойной компакт-альбом компании SoLyd Records, выпущенный в 1996 году и включавший все записи, сделанные Высоцким для фирмы Le Chant du Monde и вошедшие ранее в альбомы La corde raide и Le vol arrêté.
Песню после смерти автора неоднократно исполняли разные певцы, как на русском языке, так и в переводе. Среди исполнителей на русском:
- Елена Камбурова (в документально-игровом фильме киностудии имени Довженко 1986 года «Воспоминание» сюжетная канва строится вокруг попытки Камбуровой спеть «Кто-то высмотрел плод…»[38]);
- Александр Градский (в частности исполнил «Прерванный полёт» на церемонии вручения премии «Своя колея» в 2009 году[39]);
- Екатерина Гусева (исполнила песню по предложению сына автора — Никиты Высоцкого, в том числе для кавер-альбома «Натянутый канат. 33 года спустя»[40] и для программы «Своя колея»[41]).

Песня неоднократно записывалась на французском языке (Марк Цыбульский называет её «[в]идимо, наиболее популярной песней Высоцкого среди французских исполнителей»). Так, в 1997 году она вошла в компакт-диск En plein vol певицы Бернадетты Роллен, в 2004 году была записана трио Sang d’encre, а в 2005 году — Симоной Тассимо для альбома Chansons (при этом в качестве автора слов указана Марина Влади) и швейцарской аккордеонисткой Кларой Моро для диска Chansons Que Tout Cela…. Эта же песня в переводе Максима ле Форестье вошла и в следующий альбом Моро Ma Boheme. Квебекский гитарист и аранжировщик Ив Дерозье, заинтересовавшийся песнями Высоцкого, не зная русского языка, в 2002 году выпустил тепло встреченный критиками альбом Volodia. Хотя большинство переводов на французский для альбома выполнила Анни-Пенелоп Дюссо, «Le Vol arrêté» на нём исполняется на текст Максима Форрестье. По-французски исполнили эту песню на концерте памяти Высоцкого в 2018 году Зара и Жерар Депардьё. Е. Хорошева и Е. Савина особо отмечают сложность, с которой сталкиваются французские переводчики при передаче многократно использованной в тексте формы «не до…», в том числе фигурирующей отдельно от глагола.
На итальянском языке исполняли песню члены болонской группы Parampampoli, а венецианский театр «Compagnia di Danza Točna» поставил по ней спектакль «Il volo interrotto». В трибьют-альбом Il volo di Volodja, вышедший в 1993 году, «Прерванный полёт» включён в исполнении Франческо Гуччини, другой известный итальянский автор-исполнитель Эудженио Финарди исполняет его на концертах и записал в составе альбома Il cantante al microfono, также полностью состоящего из переведённых песен Высоцкого.
В переводе на японский язык песня вошла вместе с четырьмя другими произведениями Высоцкого в выпущенный в 1998 году диск Эити Араи «Охота на волков». Автор-исполнитель Йорн Симен Эверли перевёл песню на норвежский язык и включал в свои концерты. В 2002 году «Прерванный полёт» был включён в компакт-диск польской певицы Анны Пруцналь Je vous aime; этот же вариант песни записан Пруцналь для вышедшего в России в 2000 году диска из серии «XX лет без Высоцкого».